# Ironside
Ironside az Amerikai Egyesült Államok északnyugati részén, Oregon állam Malheur megyéjében, a U.S. Route 26 mentén elhelyezkedő önkormányzat nélküli település.
Postahivatala 1891-ben nyílt meg.

## Éghajlat
A település éghajlata félszáraz (a Köppen-skála szerint BSk).

## Fordítás
- Ez a szócikk részben vagy egészben  az   Ironside, Oregon című angol Wikipédia-szócikk ezen változatának fordításán alapul.  Az eredeti cikk szerkesztőit annak laptörténete sorolja fel. Ez a jelzés csupán a megfogalmazás eredetét és a szerzői jogokat jelzi, nem szolgál a cikkben szereplő információk forrásmegjelöléseként.